# Acandí
Acandí est une municipalité située dans le département de Chocó, en Colombie, sur la côte de la mer des Caraïbes et son chef-lieu se situe à environ une vingtaine de kilomètres à vol d'oiseau de la frontière entre la Colombie et le Panama. 
La municipalité d'Acandí est entièrement bordée à l'est par le golfe d'Urabá qu'elle partage avec la municipalité voisine d'Unguía, située au sud.
La municipalité d'Acandí est frontalière  du Panama et limitrophe de la petite localité portuaire de Puerto Obaldía avec laquelle il n'y a pas de liaison routière en raison de l'insécurité de la frontière entre ces deux pays.
Elle est desservie par l'aéroport Alcides-Fernández, à environ deux kilomètres au sud-est du centre-ville.